# Barbora z Lichtenštejna
Barbora z Lichtenštejna (německy Barbara von Liechstenstein, † 1573) byla rakouská šlechtična z rodu Lichtenštejnů.

## Život
Narodila se jako jediná dcera Oty V. z Lichtenštejna ze štýrské rodové linie, jehož sedm synů Kryštof, Zikmund, Rudolf, Konrád, Ota, Reinhard a Karel bylo nuceno (24. června 1574), kvůli velkým dluhům po otci prodat všechny své majetky ve Štýrsku, Rakousích a Korutanech. Smrtí Zikmunda dne 26. dubna 1614 vyhasla tato rodová linie, založená slavným minesengrem Oldřichem z Lichtenštejna.
Barbora byla zasnoubená s Vilémem z Rottmannsdorfu. Její ženich měl však při cestě za svou nevěstou z Korutan do Štýrska nehodu. Na svém nejlepším koni u bran Leobenu se jeho kůň, vyděšený uvolněnou podkovou, vzepjal, udělal chybný krok a spadl i s jezdcem na zem tak nešťastně, že si Vilém zlomil vaz a na místě zemřel. Když nevěsta místo očekávaného milého přijala zprávu o nešťastné události a jeho smrti, složila slib, že zůstane navždy neprovdaná. Jako památku na svého zesnulého snoubence nechala později na místě nehody u Leobenu postavit pomník. Tento pomník dodnes existuje a je znám jako „Hufeisenkreuz / Podkovový kříž“.
Po několika týdnech vstoupila truchlící Barbora do káštera Göß. Tento klášter založený v roce 1004 Adalou Bavorskou a jejím synem, mohučským biskupem Aribem IV., byl nejstarší ženský klášter ve Štýrsku a jeho abatyše měly právo vystupovat na zemských sněmech. Zde Barbora mnoho let žila a také zemřela, jako všeobecně oblíbená a vážená abatyše, jíž byla v letech 1566–1573.